# Kuiper Airborne Observatory
Pour les articles homonymes, voir Kuiper et Kao.

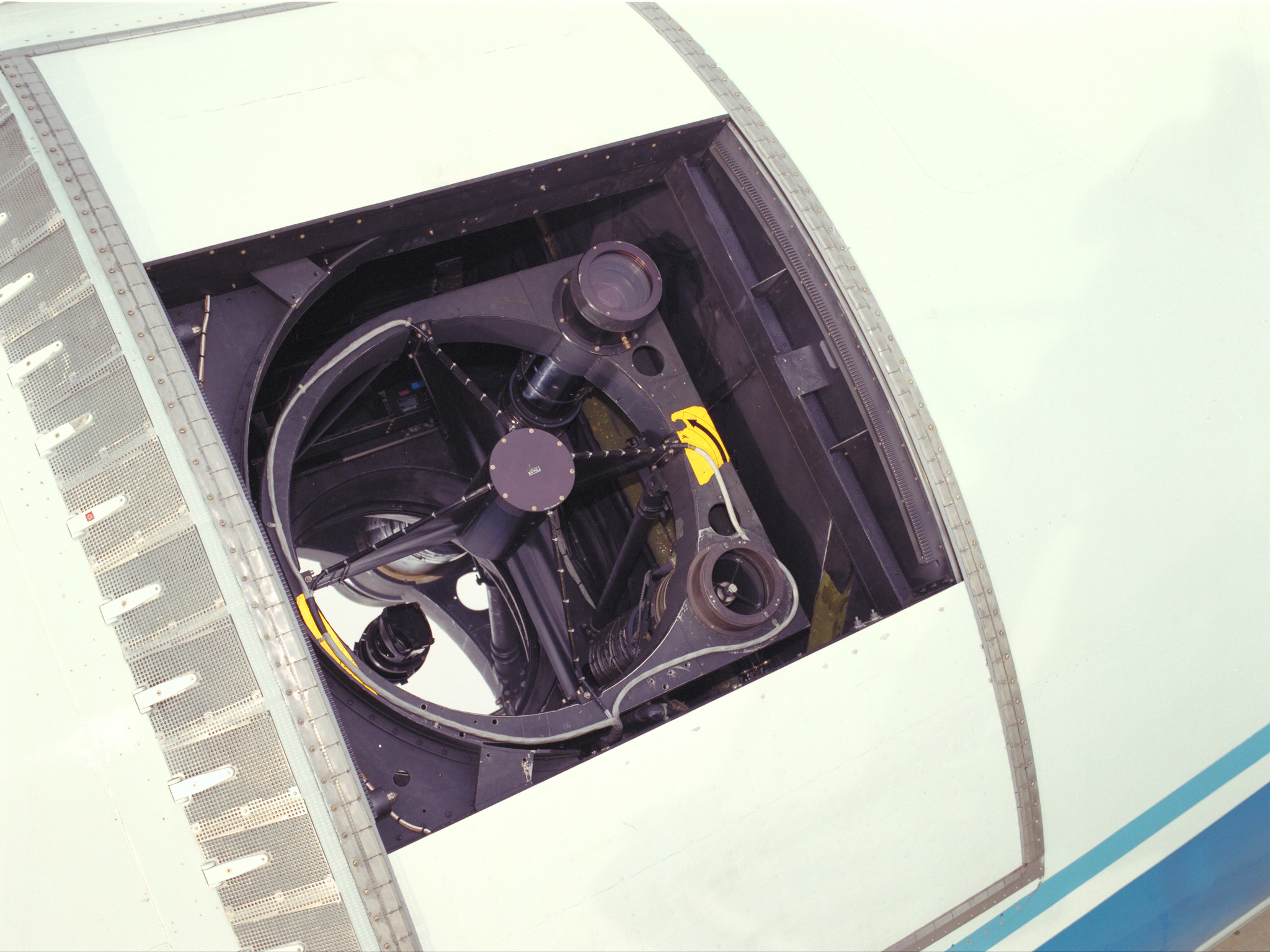
Gros plan sur l'optique du télescope aéroporté Kuiper.

Le Gerard P. Kuiper Airborne Observatory (KAO ; en français « Observatoire aéroporté Gerard P. Kuiper ») était un projet de la NASA pour développer la recherche en astronomie infrarouge. La plateforme d'observation fut une version fortement modifiée de l'avion à réaction C-141A ayant une couverture de 11 000 km, capable de conduire des opérations de recherche jusqu'à 14 km.
Le télescope KAO était un télescope de type Cassegrain avec une ouverture de 91,5 cm, initialement destiné à l'observation du spectre, en allant de 1 à 500 μm. Sa capacité de vol lui a permis de s'élever au-dessus de la quasi-totalité de la vapeur d'eau dans l'atmosphère de la Terre (permettant des observations du rayonnement infrarouge, qui est bloqué par les molécules d'eau avant d'atteindre les installations au sol). Cette même capacité de vol permettait au KAO de voyager à presque n'importe quel point de la surface de la Terre pour réaliser une observation. 
Le KAO a fait plusieurs découvertes majeures, dont les anneaux d'Uranus en 1977 et une identification définitive de l'atmosphère de Pluton en 1988. Le KAO a été utilisée pour étudier l'origine et la distribution d'eau et de molécules organiques dans les régions de formation d'étoiles, et dans les vastes espaces entre les étoiles. Les astronomes du KAO ont également étudiés les disques entourant certaines étoiles qui peuvent être liées à la formation des systèmes planétaires autour de ces étoiles.
Poussant les observations encore plus loin dans les profondeurs de l'espace, les astronomes du KAO ont étudié de puissantes émissions dans l'infrarouge lointain du centre de notre galaxie et d'autres galaxies. Les scientifiques à bord du KAO ont suivi la formation des éléments lourds comme le fer, le nickel et le cobalt à partir des réactions de fusion massive de la Supernova 1987A.
Le KAO était basé au Ames Research Center à Moffett Field, en Californie (près de San José). Il a commencé à fonctionner en 1974 et a été retiré en 1995. En février 2006, l'avion est entreposé dans le Hangar 211 à Moffett Field, il n'est plus opérationnel et peut potentiellement être donné à un musée à l'avenir.
Un plus grand observatoire aéroporté, le SOFIA, a achevé son premier vol d'essai le 26 avril 2007.